# زردپره راه‌راه

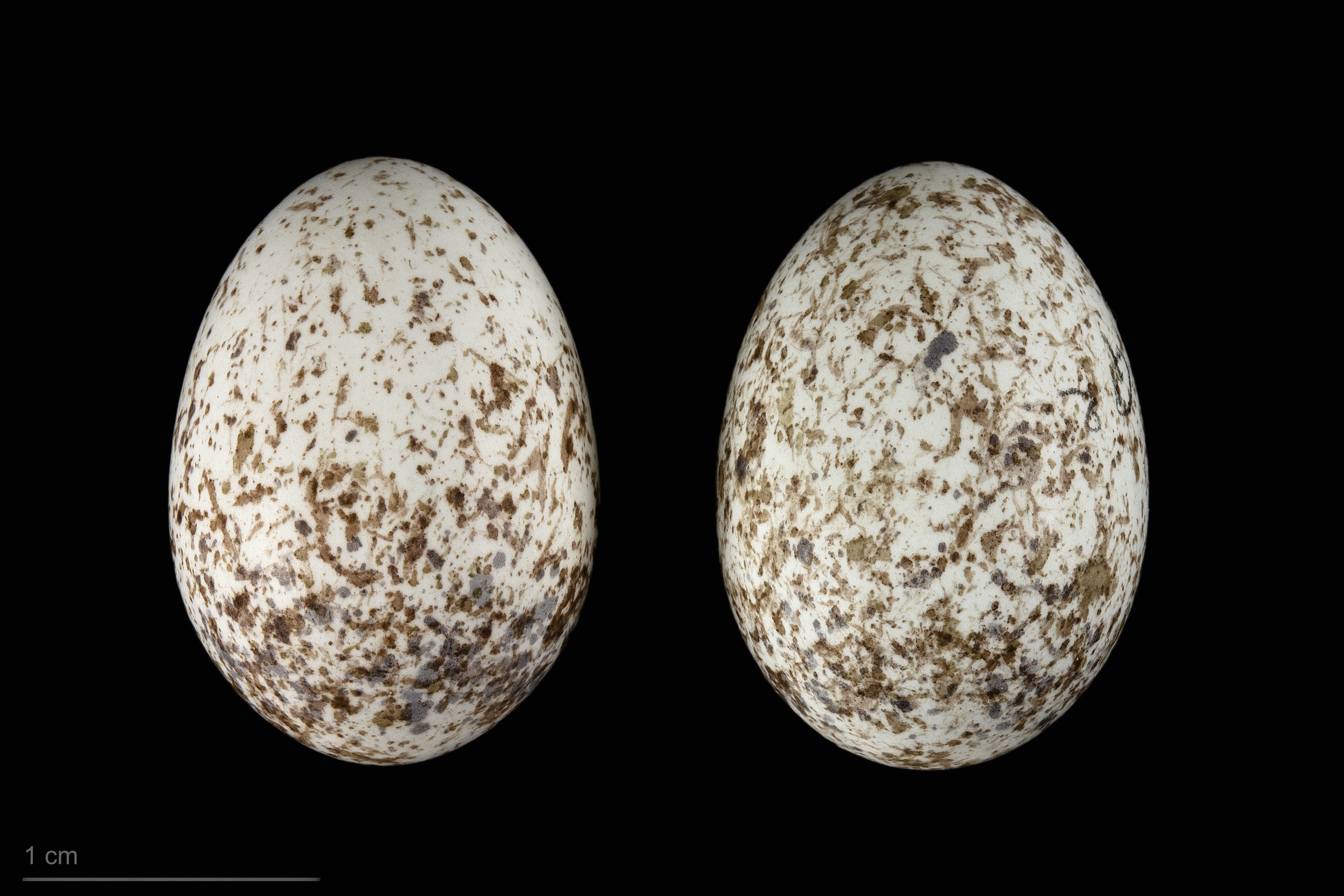
Emberiza striolata

زردپره راه‌راه  (نام علمی: Emberiza striolata) پرنده‌ای از گروه زردپره‌ها در تیرهٔ زردپرگان در راستهٔ گنجشک‌سانان است. این پرندهٔ غیرمهاجر در مناطق خشک جزایر قناری، شرق تا جنوب غربی آسیا، تا شمال غربی هند زندگی و زادآوری می‌کند و بومی ایران نیز هست. زیاد به انسان نزدیک نمی‌شود. آشیانه خود را روی زمین یا در سوراخی در زمین می‌سازد و ۲ تا ۴ تخم می‌گذارد. رژیم غذایی طبیعی زردپره راه‌راه در فصل مراقبت از جوجه‌ها حشرات است و در زمان‌های دیگر دانه‌ها گیاهان را می‌خورد.